# Jungpartei (Schweiz)
Eine Jungpartei ist in der Schweiz ein politischer Jugendverband, in welchem sich junge Menschen mit gleicher politischer Ausrichtung zusammenfinden und für gewöhnlich nach oben festgelegte Altersgrenzen existieren. Die Jungparteien sind aus verschiedenen Gründen einer grossen Partei, ihrer Mutterpartei, als Jugendorganisation angeschlossen. Sie agieren trotzdem als unabhängiges Gremium.

## Organisation der Jungparteien
| Name Jungpartei               | Abkürzung | Assoziierte Mutterpartei               | Abkürzung |
| ----------------------------- | --------- | -------------------------------------- | --------- |
| Die Junge Mitte               | JM        | Die Mitte                              | M         |
| Junge EDU                     | JEDU      | Eidgenössisch-Demokratische Union      | EDU       |
| Junge EVP                     | *jevp     | Evangelische Volkspartei               | EVP       |
| Junge Grüne                   | jgs       | Grüne Partei der Schweiz               | Grüne     |
| Junge Grünliberale            | jglp      | Grünliberale                           | glp       |
| Junge SVP                     | JSVP      | Schweizerische Volkspartei             | SVP       |
| Jungfreisinnige Schweiz       | JFS       | FDP.Die Liberalen                      | FDP       |
| JungsozialistInnen Schweiz    | Juso      | Sozialdemokratische Partei der Schweiz | SP        |
| Kommunistische Jugend Schweiz | KJS       | Partei der Arbeit der Schweiz          | PdA       |

In Winterthur gab es von 1966 bis 1974 im Gemeinderat die Jungen Löwen. Sie hatten zwar keine Mutterpartei, stellten aber mit ihrer Wahl in den Gemeinderat 1966 den damals jüngsten Gemeindeparlamentarier der Schweiz.

## Bedeutung der Jungparteien

### Politische Ausrichtung der Jungparteien
Obwohl die Jungparteien auf die Unterstützung der Mutterpartei angewiesen sind, steht es ihnen frei, ihre eigene politische Ausrichtung unabhängig zu wählen. Jedoch sind die meisten Mitglieder einer Jungpartei auch Mitglied der Mutterpartei, wodurch die Möglichkeiten für politische Beteiligung oder Teilnahme als Kandidaten an Wahlen grösser sind. Jungparteien in der Schweiz sind nach regionalen Sektionen organisiert

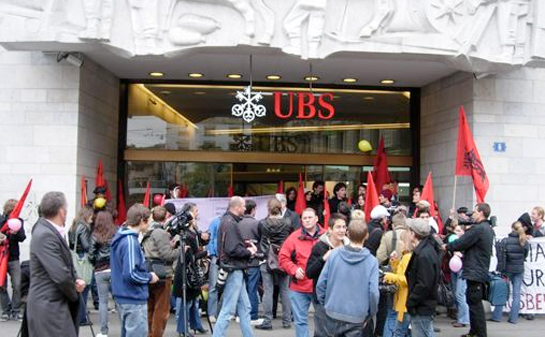
Demonstration der JUSO

In Wahlkämpfen versuchen die Kantonal- und Gemeindesektionen der Jungparteien meistens, eigene Listen aufzustellen, welche aber unterlistenverbunden mit der Liste der Mutterpartei ist. Dabei werden ihre Wahlkämpfe von den Mutterparteien finanziert. Die Überlegungen der Mutterparteien ist in diesem Fall meist diese, dass durch den auf die Jungwählerinnen und Jungwähler fokussierten Wahlkampf der Jungpartei weitere Stimmen unerschlossener Wählersegmenten gewonnen werden können.

### Wahrnehmung in der Gesellschaft
Da Jungparteien nicht so viele Mitglieder und einen geringeren Organisierungsgrad haben wie ihre Mutterparteien oder andere grosse Organisationen (z. B. Gewerkschaften, Verbände), ist ihre realpolitische und gesellschaftliche Bedeutung mit Ausnahmen eher gering. Sie versuchen deshalb, die politische Agenda und die Aufmerksamkeit der Gesellschaft mit auffälligen Aktionen und kontroversen Themen zu bestimmen. Beispiele dafür sind provokative Videos oder Strassenaktionen.